# Paul Christoph Zeidler
Paul Christoph Zeidler (* 11. Mai 1660 in Crossen; † 7. März 1729 in Johanngeorgenstadt) war ein sächsischer Bergmeister.
Der aus der Nähe von Zwickau stammende Zeidler war der Sohn des in Hermannsdorf bei Schlettau als Pfarrer tätigen Paul Zeidler. Er ließ sich im oberen Erzgebirge nieder und war dort zunächst als Notar in Annaberg, später als Markscheider, Guardein und Hüttenschreiber tätig. Von 1695 bis 1706 war er dritter Berggeschworener in Johanngeorgenstadt, wobei er ab 1698 zeitgleich die Funktion als erster Vizebergmeister wahrnahm. Ab 1707 übernahm er das Amt des Bergmeisters am Bergamt Johanngeorgenstadt, das er bis zu seinem Tode ausübte. Überregional bekannt wurde Zeidler durch seine Mitgliedschaft in der Königlichen Revisionskommission bei den bayerischen, Tiroler und norwegischen Bergwerken.
1707/1708 klagten gegen ihn die Gewerken der Berggebäude Frisch-Glück, Römischer-Adler, Samuelis, Neujahr und Neujahrs-Maßen in Johanngeorgenstadt wegen des von ihm vorgenommenen Flutens, worüber sich auch der Rat der Stadt beschwerte.
Auf dem Friedhof hat sich bis heute das Grabmal der Familie Zeidler erhalten.
Seine Söhne Christian Salomon Zeidler und Christoph Andreas Zeidler wurden ebenfalls Bergmeister, der eine ebenfalls in Johanngeorgenstadt, der andere in Schneeberg.